# Hartmann von St. Gallen
Hartmann (* vor 895; † 21. September 925) war von 922 bis 925 Abt des Benediktinerklosters St. Gallen.

## Amtszeit
Hartmann wurde 922 zum Abt gewählt. Er folgte auf Abt Salomo nach einem Jahr Interregnum. Bereits 895 trat er im Mönchsverzeichnis als Diakon auf. 897 erscheint er als Urkundenschreiber, von 910 bis 912 viermal als Camerarius und 920 als Praepositus. Seine Zeit als Abt ist lediglich in einer Urkunde belegt, die ungenau datiert ist. In einer Abtsliste wird seine Amtszeit mit drei Jahren und vier Monaten verbucht.

## Wirken
Ekkehart, der spätere Abt und bedeutende Chronist des Klosters, berichtete, dass Hartmann sich  um das monastische und wissenschaftliche Leben im Kloster gekümmert hat. Besondere Sorge wandte er der Schule und dem Choralgesang zu. Vernachlässigt habe er jedoch die Verwaltung der Klostergüter, so dass es der Abtei zum Schaden gereichte.
Er gilt als Verfasser einer verlorenen Schrift über die Geschichte seiner Zeit, während die Hymnen eines gleichnamigen Autors nicht von Hartmann von St. Gallen stammen dürften.